# Abbaye de Kilshane
L'abbaye de Kilshane ou de Kilshanny est une éphémère abbaye cistercienne irlandaise, située à Ballingarry (en), entre les villes de Rathkeale (en) et Kilmallock, dans le comté de Limerick. Fondée en 1194 ou 1198, elle ne subsiste qu'un peu plus d'un siècle, avant d'être sécularisée dès 1302.

## Histoire

### Fondation
Fondée en 1194 ou 1198, l'abbaye de Kilshane est affiliée à celle de Corcomroe,,.

### Toponymie et dédicace
L'abbaye est nommée en irlandais Cill Sheáin, ce nom faisant probablement référence à Ségéne (en) ou Cill-Seighin. Cet évêque irlandais aurait été un disciple de saint Patrick.

### Fin précoce
En 1302, l'abbatiale est devenue une église paroissiale et l'abbaye n'a plus de statut canonique. Néanmoins, à la dissolution au XVIe siècle, elle est traitée à l'instar des autres monastères, et ses granges, moulins et pêcheries sont données à Robert Hickman. En 1840, un rapport note l'état de ruine de l'ensemble des bâtiments.

## Architecture
Les seuls vestiges de l'abbatiale encore conservés sont la porte septentrionale et la verrière méridionale, au milieu du cimetière de Ballingarry. Les ruines permettent de connaître le plan et les dimensions de l'église initiale. Celle-ci se composait d'une nef prolongée par un chœur, tous deux très courts : chœur de trente-trois pieds et demi (dix mètres environ), nef de trente-neuf (soit douze mètres). La croisée du transept était surmontée d'une tour carrée de soixante pieds de hauteur, soit dix-huit mètres environ. Le reste du monastère devait se situer là où l'église paroissiale a été reconstruite à la fin du XIXe siècle.